# Germán Mesa
Germán Mesa Fresneda (ur. 12 maja 1967 w Cuatro Caminos, Hawana) – kubański baseballista, złoty medalista olimpijski z 1992 z Barcelony i srebrny medalista olimpijski z 2000 z Sydney.